# Władysław Sanojca
Władysław Sanojca (ur. 20 lutego 1893 w Kołomyi, zm. ?) – kapitan administracji (piechoty) Wojska Polskiego, działacz niepodległościowy.

## Życiorys
Urodził się 20 lutego 1893 w Kołomyi, w rodzinie Karola. Był nauczycielem. W czasie I wojny światowej walczył w szeregach 6. kompanii 3 Pułku Piechoty Legionów Polskich. 28 marca 1917 wystąpiono z wnioskiem o odznaczenie austriackim Krzyżem Wojskowym Karola. 7 maja 1919 jako podoficer byłych Legionów Polskich został mianowany z dniem 1 maja 1919 podporucznikiem piechoty. Służył wówczas w 32 Pułku Piechoty. Później został przeniesiony do 48 Pułku Piechoty w Stanisławowie. 3 maja 1922 został zweryfikowany w stopniu porucznika ze starszeństwem z 1 czerwca 1919 i 533. lokatą w korpusie oficerów piechoty, 1 grudnia 1924 mianowany podpułkownikiem ze starszeństwem z 15 sierpnia 1924 i 153. lokatą w korpusie oficerów piechoty. W tym samym roku był przydzielony z macierzystego pułku na stanowisko oficera placu Stanisławów. W lutym 1927 został przeniesiony służbowo z 48 pp do Powiatowej Komendy Uzupełnień Stanisławów na okres czterech miesięcy w celu odbycia praktyki poborowej. We wrześniu tego roku został przydzielony do PKU Czortków na stanowisko referenta. W grudniu 1929 został przydzielony do PKU Buczacz na stanowisko kierownika II referatu poborowego. W 1938 jednostka, w której pełnił służbę została przemianowana na Komendę Rejonu Uzupełnień Buczacz, a zajmowane przez niego stanowisko otrzymało nazwę „kierownik II referatu uzupełnień”. Był już wówczas w korpusie oficerów administracji, grupa administracyjna.
W czasie II wojny światowej przebywał w niemieckiej niewoli, w Oflagu VI E Dorsten (numer jeniecki „720”).

## Ordery i odznaczenia
- Krzyż Niepodległości – 16 września 1931 „za pracę w dziele odzyskania niepodległości”[17]
- Krzyż Walecznych czterokrotnie[18]
- Srebrny Krzyż Zasługi – 1938[19]